# Madeleine Hyacinthe Claude Tendron de Vassé
Madeleine Hyacinthe "Claude" Tendron de Vassé est un homme politique français né le 23 juin 1773 à Availles (Ille-et-Vilaine) et décédé le 26 janvier 1848 à Fontenay-le-Comte (Vendée).

## Biographie
Magdelain Hyacinthe Claude Tendron de Vassé est le fils de Claude Camille Madelon Dreton Tendron, seigneur de Vassé et de Martigné, contrôleur ambulant des Aides de la généralité de Tours, et d'Antoinette Françoise Le Tellier d'Orfeüille. Marié à Rose Jousseaume, il est le grand-père d'Octave de Rochebrune.
Propriétaire, maire de Fontenay-le-Comte de 1821 à 1830, il est député de la Vendée de 1823 à 1827, siégeant avec la majorité soutenant les gouvernements de la Restauration.

## Sources
- « Madeleine Hyacinthe Claude Tendron de Vassé », dans Adolphe Robert et Gaston Cougny, Dictionnaire des parlementaires français, Edgar Bourloton, 1889-1891 [détail de l’édition]